# UTZ Certified
 Der er for få eller ingen kildehenvisninger i denne artikel, hvilket er et problem. Du kan hjælpe ved at angive troværdige kilder til de påstande, som fremføres i artiklen.

UTZ Certified er en mærkningsordning, og et program for bæredygtig jordbrug, grundlagt i 2002. Hovedkontoret er beliggende i Amsterdam.
I 2014 var UTZ Certified verdens største program for bæredygtig dyrkning af kaffe og kakao.